# Islas Airways
Islas Airways was een Spaanse luchtvaartmaatschappij met haar thuisbasis in Tenerife.

## Geschiedenis
Islas Airways is opgericht in 2002 door Don Francisco Gonzales. Na een reorganisatie in 2006 werd ze een dochter van Sociedades Agrupadas de Canarias.

## Bestemmingen
Islas Airways voerde lijnvluchten uit naar: (juli 2007)
- Fuerteventura
- Gran Canaria
- Lanzarote
- La Palma
- Tenerife

## Vloot
De vloot van Islas Airways bestond uit: (augustus 2007)
- 4 ATR-72-200
- 1 ATR-42-300